# 목도 (검도)

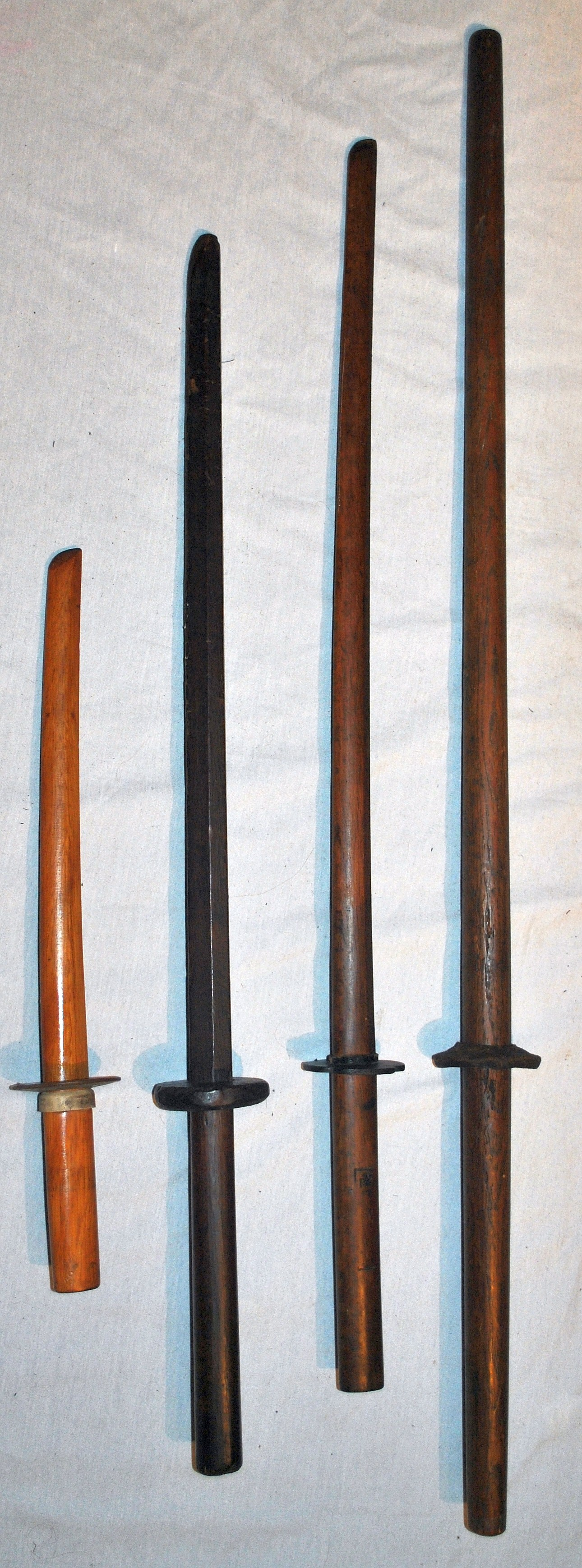

목도(일본어: 木刀 보쿠토[*])는 일본도 모양으로 깎은 목제품이다.
일본 검술에서 형계고에 사용하기 위해 만들어 쓰며, 검도와 합기도에서도 연습용으로 사용된다. 떡갈나무 등의 딱딱한 나무로 만들기에 둔기로 실전 사용하기도 했다고 한다(미야모토 무사시 등).
죽도는 대나무로 만든 용구를 가리키며 목도에는 포함하지 않는다. 고류무술 중 검술은 주로 목도를 사용하여 연습한다. 목도로 머리를 치면 생명이 위험할 수도 있기에 에도 시대에 경기 연습용으로 죽도가 등장했지만, 형계고에는 오로지 목도만이 사용되었다. 현대 검도에서도 일본검도형 연습에는 목도가 사용된다. 그리고 한국에서는 본국검법,본 할 때 사용되고 있다.
초단부터 4단까지 목검으로 심사를 본다.

## 같이 보기
- 거합도
- 목검